# 勒努瓦耶 (上阿尔卑斯省)
勒努瓦耶（法語：Le Noyer）是法国上阿尔卑斯省的一个市镇，属于加普区。该市镇2009年时的人口为292人。

## 人口
勒努瓦耶人口变化图示
| 数据来源：INSEE |